# Kumite masculin plus de 80 kg
Le kumite individuel masculin plus de 80 kg est une épreuve sportive individuelle opposant dans un combat des karatékas masculins pesant chacun plus de 80 kg. 

## Champions

### Champions d'Europe
Cette section liste les champions d'Europe de cette catégorie.
- 2008 : l'allemand Jonathan Horne

### Champions du monde
Cette section liste les champions du monde de cette catégorie.
- 1980 : le français Jean-Luc Montama
- 1982 : l'anglais J. Thompson
- 1984 : l'anglais J. Atkinson
- 1986 : l'anglais Vic Charles
- 1988 : le français Emmanuel Pinda
- 1990 : le français Marc Pyrée
- 1992 : l'australien B. Peakall
- 1994 : le français Alain Lehetet
- 1996 : le japonais Y. Shimizu
- 1998 : l'allemand Marc Haubold
- 2000 : le sénégalais Mamadou Ndiaye
- 2002 : l'anglais Leon Walters
- 2004 : le russe Aleksandr Guerunov
- 2006 : l'estonien Marko Luhamaa
- 2008 : l'italien Stefano Maniscalco